# Pamela Jiles (atleta)
Pamela Theresa Jiles (Estados Unidos, 15 de febrero de 1954) es una atleta estadounidense retirada, especializada en la prueba de 4x400 m en la que llegó a ser subcampeona olímpica en 1976.

## Carrera deportiva
En los JJ. OO. de Montreal 1976 ganó la medalla de plata en los relevos 4x400 metros, con un tiempo de 3:22.81 segundos, llegando a meta tras Alemania del Este y por delante de la Unión Soviética, siendo sus compañeras de equipo: Sheila Ingram, Debra Sapenter y Rosalyn Bryant.